# União Aduaneira da África Austral

Localização dos Estados-membros da UAAA

A União Aduaneira da África Austral (UAAA), também conhecida pela sigla em inglês SACU (Southern Africa Customs Union) é uma união aduaneira de cinco países do sul de África.

## História
A UAAA é a união aduaneira mais antiga do mundo ainda em vigência (a exemplo do já extinto Zollverein alemão de 1834 que precedeu a unificação do território da atual Alemanha). Foi criada em 1910 como Acordo de União Aduaneira entre a então União da África do Sul e no Alto Comissariado dos Territórios da Bechuanalândia, Basutolândia e Suazilândia. Com o advento da independência destes territórios, o acordo foi atualizado em 11 de Dezembro de 1969, foi relançado como UAAA com a assinatura de um acordo entre a República da África do Sul, Botswana, Lesoto e Suazilândia. A união, oficialmente atualizada, entrou em vigor em 1 de Março de 1970. Após a independência da Namíbia da África do Sul em 1990, entrou para a UAAA como o seu quinto membro.

## Funções e organização
O sindicato reúne anualmente para discutir questões relacionadas com o Acordo. Há também ligação entre comissões técnicas, nomeadamente o Comité Técnico de Ligação Aduaneira, o Comité do Comércio e Indústria e o Comité de Ligação á Sub-Comissão da Agricultura, que se reúnem três vezes por ano. 
O seu objectivo consiste em manter o livre intercâmbio de mercadorias entre os países membros. Ele prevê uma pauta externa comum e uma política comum imposta pela pauta aduaneira comum para esta zona. Todas as alfândegas e os impostos recolhidos na área aduaneira comum são pagas na África do Sul revertendo para o Fundo Nacional de Receita. A receita é partilhada entre os membros, de acordo com uma fórmula de partilha de receitas, tal como descrito no acordo. A África do Sul é o depositário. Apenas Partes dos Estados-Membros são calculadas com a África do Sul para receber o residual. As receitas constituem uma parte substancial da receita do estado dos países membros.

## Membros
Atualmente, os países membros são: 
- África do Sul
- Botswana
- Lesoto
- Essuatíni
- Namíbia